# Răsărit pe Matterhorn (pictură de Bierstadt)
Răsărit pe Matterhorn  este un tablou al pictorului american Albert Bierstadt. Realizat în ulei pe pânză și înfățișând celebrul munte Matterhorn, tabloul a fost produs în timpul uneia dintre numeroasele călătorii ale lui Bierstadt în Elveția între anii 1867 și 1897. Pictura se află în prezent în colecția Metropolitan Museum of Art.